# Oddelek za slovenistiko, Filozofska fakulteta v Ljubljani
Oddelek za slovenistiko je od študijskega leta 2002/03 eden izmed oddelkov na ljubljanski Filozofski fakulteti, ki predstavlja pedagoško in raziskovalno jedro slavistike. Nahaja se v desnem traktu drugega nadstropja fakultete. Sam začetek oddelka sega v leto 1919, ki je tudi ustanovno leto Univerze v Ljubljani. Kljub temu, da ima oddelek več kot devetdesetletno zgodovino, v svojih študijskih programih zajema tudi aktualna vprašanja slovenskega jezika, književnosti in didaktike. Evropa se spreminja družbeno in politično, kar od slovenistike zahteva določene prilagoditve, ki jih izvaja tudi s pomočjo Centra za slovenščino kot drugi/tuj jezik.

## Poslanstvo
Poslanstvo Oddelka je študente seznaniti s temeljnimi znanji področja slovenskega jezikoslovja in literarne vede. Z osvojenim znanjem so diplomanti sposobni opravljanja naloge, ki se nanašajo na poznavanje slovenske književnosti, kulturne zgodovine, kulture, jezika, besedil in njihovih značilnosti v različnih medijih. Študijski program usposablja za sodelovanje pri protokolu in ustanovah, ki se ukvarjajo s predstavitvijo in promocijo slovenskega jezika ter literature ali s kulturno animacijo. Med te ustanove pa sodijo tudi osnovne in srednje šole, ki so glavna zaposlitvena niša diplomantov slovenistike. Na podiplomskem oziroma študiju druge in tretje stopnje, študente izobrazijo za samostojno znanstveno in raziskovalno delu na področju slovenistike, razširjajo splošna strokovna znanja in poglabljajo znanja iz specialističnih področij.

## Zgodovina
Začetki oddelka segajo v leto 1919, ustanovno leto Univerze v Ljubljani in leto prvega organiziranega predavanja na temo slovenistike, v katerem je prof. dr. Fran Ramovš govoril o slovenskem jeziku, kot temelju zgodovinske in sodobne identitete slovenskega naroda. Slovenistični program je od ustanovitve, do leta 2002, s svojimi katedrami deloval pod okriljem Oddelka za slovanske jezike in književnosti, ki se je nato razdružil na Oddelek za slavistiko in Oddelek za slovenistiko. O razdružitvi se je govorilo že pred letom 2002 in sicer je bila ideja objavljena v zborniku ob 80-letnici ustanovitve Univerze v Ljubljani (leta 1999).

### Razdelitev oddelkov
V začetku 21. stoletja ideja o razdvojitvi Oddelka za slovanske jezike in književnosti doživi realizacijo. Razloge za delitev je opredelila prva predstojnica Oddelka za slovenistiko, red. prof. dr. Ada Vidovič Muha:
- Organizacijski vidik: prejšnja ureditev je združevala veliko število študentov in zaposlenih, imela je veliko raznovrstnih študijskih programov in kateder. Z razhodom oddelka je bila omogočena večja vsebinska preglednost študija ter razvidnost študijskega interesa študentov

- Strokovni vidik: slovenistika ima, v nasprotju s slavistiko dvojno odgovornost: vzdrževati in oblikovati svojo znanstveno prepoznavnost ter zadostiti potrebam po znanju slovenščine, torej združevati raziskovalni in aplikativni vidik slovenistike.

- Širši družbeni vidik: država s svojim uradnim jezikom, mora imeti svoj samostojni študijsko-raziskovalni center znotraj Filozofske fakultete, v okviru katerega je potrebno zagotoviti financiranje ovrednotenih strokovnih oziroma študijskih programov. [2]

## Knjižnica Odelka za slavistiko in Oddelka za slovenistiko
Nastanek knjižnice Oddelka za slovenistiko in Oddelka za slavistiko oziroma knjižnice takratnega Seminarja za slovansko filologijo je tesno povezan z ustanovitvijo ljubljanske univerze leta 1919. Nakup knjižnice graškega profesorja slovanske filologije dr. Gregorja Kreka in občasni darovi raznih profesorjev (Pleteršnik, Nahtigal, Ramovš, Kidrič idr.) ter volila (Slovenska matica, ljubljanski župan Ivan Hribar idr.) so omogočili delo seminarja in s tem tudi oddelčne knjižnice. Prve knjige je katalogiziral dr. Avgust Pirjevec, ki je kasneje deloval v državni licejski knjižnici, za njim je bil za knjižničarja imenovan študent slavistike Rudolf Kolarič, po letu 1929 pa je njegovo delo nadaljeval asistent Zvonko A. Bizjak. Po drugi svetovni vojni je v njej delala cela vrsta mladih asistentov na Oddelku za slovanske jezike in književnosti. Leta 1954 je dobila svojo prvo bibliotekarko, Irmo Maričič (Ožbolt). Za njo je knjižnico do konca leta 1996 uspešno vodil viš. bibl. specialist Marko Kranjec. Danes je knjižnici zaposlenih pet bibliotekark z ustrezno strokovno izobrazbo.
Knjižnica, ki je skupna za študente in raziskovalce Oddelka za slovenistiko in Oddelka za slavistiko, naroča, obdeluje in hrani gradivo (monografije, serijske publikacije in neknjižno gradivo) s področja zahodno- (poljščina, češčina, slovaščina, lužiška srbščina), vzhodno- (ruščina, ukrajinščina, beloruščina) in južnoslovanskih (slovenščina, hrvaščina, srbščina, bosanščina, črnogorščina,  bolgarščina) jezikov in književnosti. Vsebuje tudi večje število publikacij s področij, ki so interdisciplinarno povezana s pedagoškim in raziskovalnim delom na obeh oddelkih. Uporabniki nimajo prostega dostopa do gradiva, ker je le-to shranjeno v skladišču ter razporejeno po strokovnih skupinah, označenih z okrajšavami latinskih nazivov, znotraj teh skupin pa postavljeno po tekočih številkah. Uporabnikom sta na voljo klasični listkovni in računalniški katalog (COBISS/OPAC). Redko in dragoceno gradivo, enciklopedije, slovarje in periodiko uporabniki lahko pregledujejo le v prostorih knjižnice ali skupni čitalnici (klet 015), enako velja tudi za posebno gradivo (diplomske naloge, magisterije in doktorate). [2] Čeprav si knjižnica prizadeva, da bi hranila vse gradivo na enem mestu, to zaradi prostorske stiske ni mogoče. Dodatne prostore ima v oddaljenem depoju na Karlovški, vendar pa se zaposlene v knjižnici trudijo, da uporabnik tudi gradivo, ki je hranjeno tam dobi čim prej. 
Poleg teh osnovnih nalog je knjižnica informacijsko središče za vse, ki se ukvarjajo s področjem slovanske filologije, opismenjuje uporabnike, omogoča dostop do elektronskih virov, posreduje bibliografske in druge informacijske storitve ter skrbi za bibliografije raziskovalcev na slovenistiki in slavistiki. 

## Študijski programi

### Dodiplomski študij
Na ta študij se je bilo mogoče vpisati do študijskega leta 2008/09, le-tega pa je nadomestil bolonjski. Študij slovenskega jezika in književnosti traja štiri leta, študentu je namenjeno še eno leto absolventskega staža, ki naj bi ga namenil opravljanju zaključnih izpitov in diplomski nalogi. Oddelek študentom ponuja eno- ali dvopredmetni študij slovenskega jezika in književnosti.Medtem ko je prvi namenjen le študiju slovenskega jezika in književnosti, je na drugem možno ta študij kombinirati z drugimi študijskimi skupinami na sami Filozofski fakulteti in še na nekaterih drugih programih drugih fakultet (predvsem na Teološki  fakulteti). 
Študentom je omogočen študij pedagoške in nepedagoške smeri, na prvi diplomirajo z nazivom profesor slovenščine, na drugi pa z univerzitetni diplomirani slovenist

### Bolonjski študijski programi

#### Prva stopnja
Od leta 2009/10 se na oddelku izvajajta bolonjska študijska programa prve stopnje: Slovenistika – eno disciplinarni in Slovenistika - dvodisciplinarni, ki trajata 3 leta torej 6 semestrov. V okviru študija, posameznik pridobi znanje in razvije zmožnosti, ki po uveljavljenih merilih veljajo za temeljna znanja in zmožnosti s področja slovenističnega jezikoslovja in literarne vede.   
Programa se razlikujeta predvsem v poglobljenosti študija, saj je na dvodisciplinarnem programu študij manj obsežen in poglobljen, kar pa študentom omogoča, povezujejo znanja in zmožnosti pridobljenih na obeh izbranih študijskih programih. Diplomanti se po končanem študiju razlikujejo tudi po pridobljene naslovu, ki je pri enopredmetnem študiju diplomiran slovenist/diplomirana slovenistka, na dvopredmetnem pa diplomiran slovenist/diplomirana slovenistka in ... odvisno od izbire drugega študijskega programa. 

#### Druga stopnja
Na drugi stopnji se od leta 2012/13 izvajajo štirje programi: Slovenistika – eno disciplinarni nepedagoški, Slovenistika – dvodisciplinarni nepedagoški, Slovenistika – enodisciplinarni pedagoški, Slovenistika – dvodisciplinarni pedagoški. Vsi programi trajajo dve leti, torej 4 semestre.
Enodisciplinarni, nepedagoški študij ima dve smeri, literarno-kulturološko ter jezikoslovno smer, dvodisciplinarni študij pa nima predvidenih smeri in modulov.  Ob končanem študiju diplomanti pridobijo naziv magister slovenistike/ magistra 
Enodisciplinarni pedagoški program, vključuje pedagoški modul ter se deli na dve smeri: jezikoslovno in literarno.  Dvodisciplinarni pedagoški študij tudi vključuje pedagoški modul v sodelovanju z drugim izbranim programom, nima pa opredeljene usmeritve. Po končanem študiju je podeljen naziv: magister profesor slovenistike/ magistra profesorica slovenistike ter pri dvodisciplinarnem študiju še naziv drugega programa. 
  Od leta 2009/10 dalje je možen študij tudi na tretji stopnji in sicer po doktorskem programu Humanistika in družboslovje.

### Podiplomski študij
Vpis v ta študij je bil mogoč do 2008/09. Magistrski študij naj bi trajal dve leti, doktorski pa do štiri. Na magistrskem je možno izbirati med več smermi. Namenjen je diplomantom slovenistike in ostalim diplomantom na književno-jezikovnih smereh. Omogoča, da si pridobijo nazive posameznih slovenističnih predmetov. Z nadaljevanjem pa lahko postanejo doktorji jezikoslovnih oziroma literarnih znanosti.

## Predstojniki
- 2002–2004 Ada Vidovič Muha
- 2004–2006  Aleš Bjelčevič
- 2006–2008  Jerca Vogel
- 2008–2010 Boža Krakar Vogel
- 2010–2012 Erika Kržišnik
- 2012–2014 Alojzija Zupan Sosič
- 2014–2016 Vera Smole
- 2016–2018 Alenka Žbogar
- 2018–2020 Marko Stabej
- 2020–2022 Mateja Pezdirc Bartol
- 2022–2024 Simona Kranjc
- od 2024 Hotimir Tivadar

## Organiziranost
- Katedra za slovenski knjižni jezik in stilistiko
- Katedra za zgodovinsko slovnico in dialektologijo
- Katedra za novejšo in sodobno književnost
- Katedra za literarno teorijo in metodologijo
- Katedra za starejšo slovensko književnost in ustno slovstvo
- Katedra za didaktiko slovenskega jezika in književnosti

## Študentska skupnost
Leta 2003 je bilo ustanovljeno Društvo mladih jezikovnih ustvarjalcev (DMJU), ki je izdalo pet številk Literarnih zrn. Društvo se je 2005 preimenovalo v fakultetno društvo Izmuz. V času delovanja je društvo prirejalo razne dogodke.  
Kljub temu da pravega študentskega društva v letu 2006/07 ni bilo, študentsko delovanje ni zamrlo. Velik odziv je doživela delavnica lektoriranja. Organizirali so še ogled predstav v Drami in skupaj s študenti primerjalne književnosti ter društvom Izmuz oblikovali revijo Izmus. Leta 2008 je bila na junijski seji Slavističnega društva Slovenije ustanovljena Študentska sekcija, saj se je pokazala želja in potreba po lastnem oddelčnem društvu, v okviru katerega delujejo še danes.
Študentje so sodelovali na slavističnih kongresih, na simpozijih Obdobja ter na tradicionalnih Slavističnih večerih. Študenti prirejajo tudi slovenske filmske večere za filme, katerih je bila predloga literarno delo, ter etimološke večere. Ponovno se je obudil slovenistični knjižni klub. Študentje so začeli bolj sodelovati s profesorji pri pripravi ekskurzij. Študentska sekcija skuša pomagati mlajšim ter nasploh povezati študente med seboj in v ta namen pripravlja tutorske čajanke in tradicionalno slovenistično brucevanje.

## Center za slovenščino kot drugi/tuj jezik
Center za slovenščino kot drugi/tuji jezik deluje v okviru Oddelka za slovenistiko in širi vedenje o slovenskem jeziku, literaturi in kulturi v mednarodnem okviru, spodbuja mednarodno slovenistično raziskovanje, organizira strokovna in znanstvena srečanja (Seminar slovenskega jezika literature in kulture Arhivirano 2009-05-14 na Wayback Machine.   in Obdobja Arhivirano 2009-03-06 na Wayback Machine.) ter razvija celotno infrastrukturo za doseganje, preverjanje in potrjevanje znanja slovenščine kot drugega/tujega jezika.  Slovenščina se trenutno v okviru Slovenščine na tujih univerzah poučuje na 57 lektoratih po vsem svetu. Predstavlja se v šestih posebnih programih,  finančno pa dejavnost podpira Ministrstvo za visoko šolstvo, znanost in šport.